# Instituto Virgen de la Paloma
El Instituto Virgen de la Paloma es un centro de educación pública dependiente de la Comunidad de Madrid. Está ubicado en la calle Francos Rodríguez de la capital de España, junto a la Dehesa de la Villa. Cuenta con una amplia oferta educativa: Educación Secundaria Obligatoria, aunque el grado más favorecido es el grado de E.F. Bachillerato, Programas de Cualificación Profesional Inicial y Ciclos Formativos de Formación Profesional de grados medio y superior (34 títulos de diferentes ramas), y alrededor de 2200 alumnos y 240 profesores. Desde 1999 es Centro de referencia UNEVOC (Centro Internacional para la Capacitación Técnica y Profesional) para toda España.
En el recinto del actual Instituto Virgen de la Paloma se ha desarrollado actividad educativa y de formación profesional desde el año 1910. Conserva gran parte de los edificios históricos originales, proyectados y construidos por el arquitecto municipal Francisco Andrés Octavio Palacios. Los madrileños lo han identificado siempre con el sobrenombre de "La Paloma ".

## Los edificios
El colegio-asilo de Nuestra Señora de la Paloma fue proyectado para trasladar el Asilo de San Bernardino, de niños huérfanos y ancianos, que estaba situado en un antiguo convento en el barrio de Moncloa y no ofrecía condiciones adecuadas de espacio y salubridad. Del proyecto se encargó en 1901 el arquitecto municipal Francisco Andrés Octavio, más conocido por ser también el autor, junto con su colega José López Sallaberry, del proyecto de remodelación urbana que dio lugar a la apertura de la Gran Vía. Ese mismo año el Estado entregó al Ayuntamiento de Madrid los terrenos de la Dehesa de la Villa, cediendo en usufructo parte de ellos para la ubicación del Colegio-asilo.

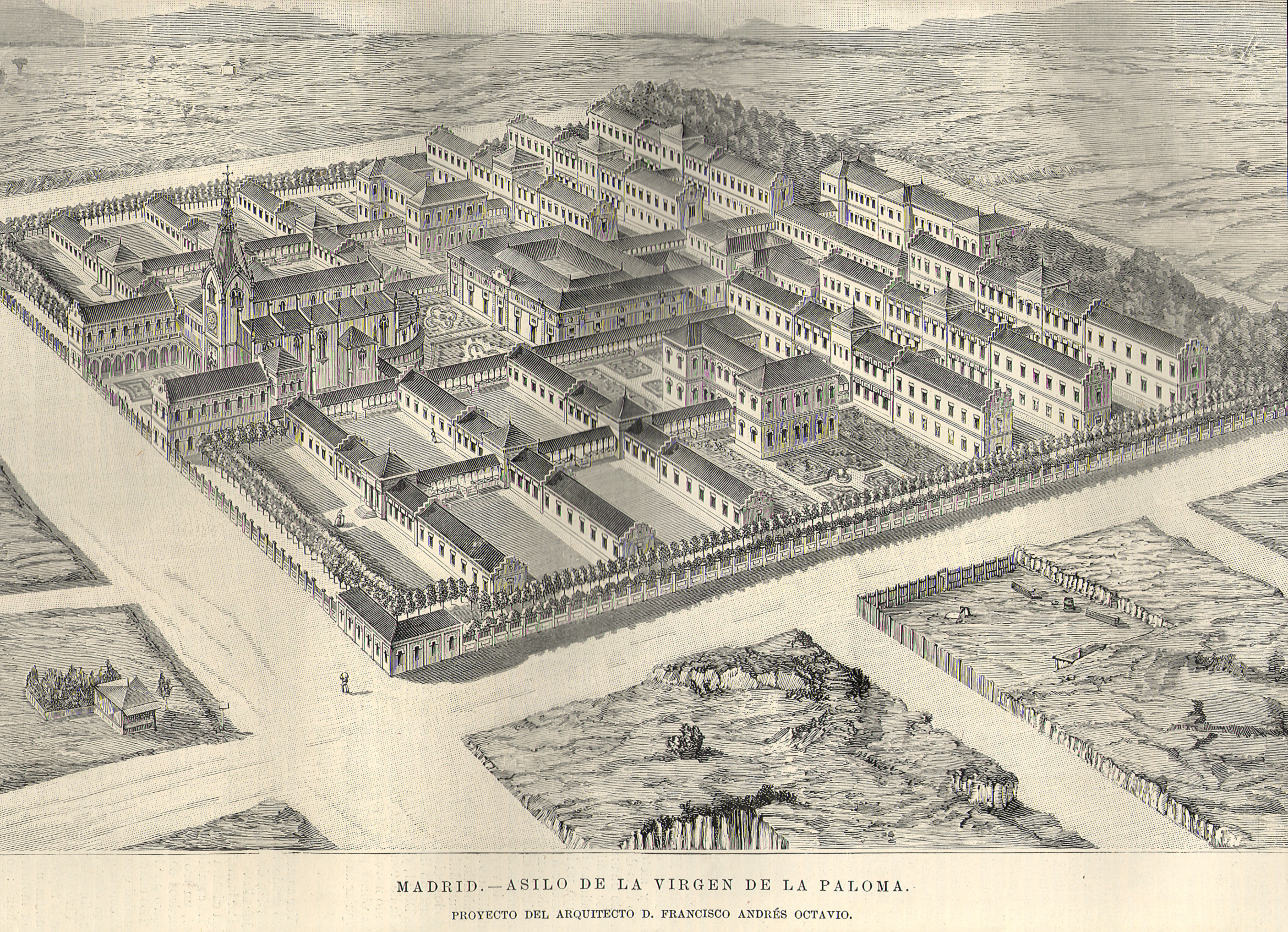
Proyecto original de Andrés Octavio, 1901

El proyecto preveía la construcción de doce pabellones para dormitorios, aulas y talleres, un enorme pabellón central de arquitectura en hierro para comedor, una monumental iglesia, un convento para las religiosas que habrían de encargarse de la intendencia y otros pabellones para servicios diversos (enfermería, lavandería, etcétera). 
Las obras comenzaron en 1905, financiadas mediante un importante legado de la marquesa de Vallejo, un millón de pesetas, más medio millón donado por la Caja de Ahorros y Monte de Piedad de Madrid y sucesivas asignaciones por parte del Ayuntamiento. El presupuesto, no obstante, no fue suficiente para llevar a cabo el proyecto completo, y sólo fueron construidos 6 pabellones gemelos, el comedor, la enfermería, el pabellón de monjas y el de servicios de lavandería y otros. 
El 19 de julio de 1910 se efectúa el traslado de los acogidos en el Asilo de San Bernardino y el Colegio-asilo de Nuestra Señora de la Paloma comienza a funcionar.

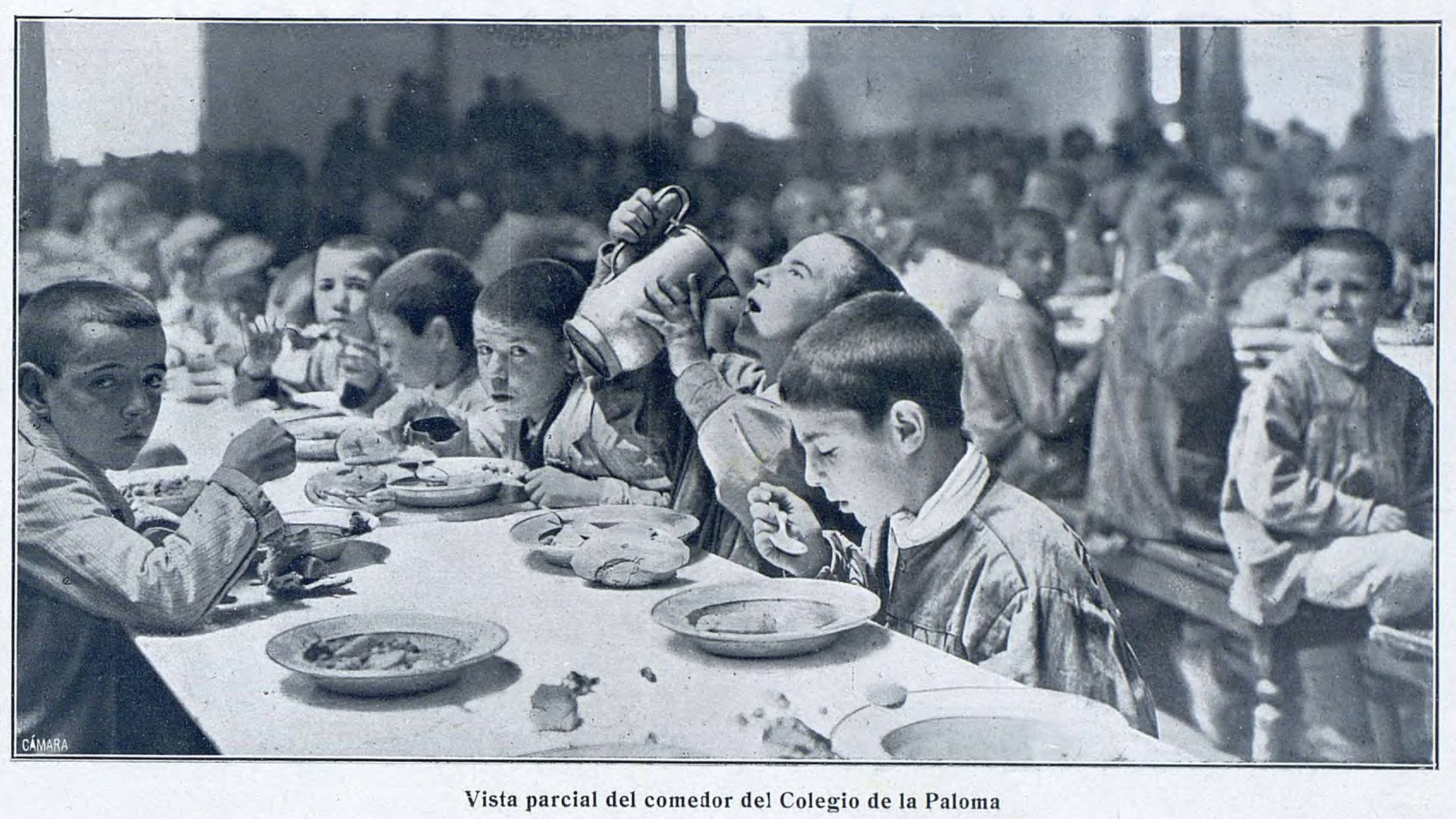
Comedor del Colegio de la Paloma (La Esfera, 1914)

En el periodo comprendido entre 1910 y 1936 se acometieron varias mejoras de construcción: una tahona, varios pabellones de talleres y el cerramiento de obra de todo el recinto.
Durante los años de la guerra civil, todos los edificios sufrieron considerable deterioro a causa de los bombardeos del ejército sublevado. Una vez acabada la guerra, entre 1941 y 1953, se procedió a su reconstrucción gradual, aunque algunos de ellos (la enfermería, los talleres y el pabellón de monjas) fueron demolidos definitivamente. 
Se acondicionó primero el antiguo pabellón de comedores, donde de inmediato fueron ubicadas las enseñanzas de la Escuela Ramiro Ledesma. A continuación se remodelaron el resto de pabellones no demolidos y se ocuparon los amplios espacios intermedios, añadiendo cubiertas en diente de sierra, para montar nuevos talleres de Mecánica, Electricidad, Artes Gráficas, Automoción, etcétera. Las obras de reacondicionamiento de todo el recinto se completaron construyendo la zona de administración, una capilla de nueva planta y el patio de banderas, y rehabilitando los campos de deportes y los jardines. 
En 1954 se acometió una importante obra de ampliación, que incluyó la construcción de un pabellón en forma de media estrella para los nuevos comedores y de una residencia para los miembros de la Congregación Salesiana encargados de la disciplina

## Historia de la actividad educativa

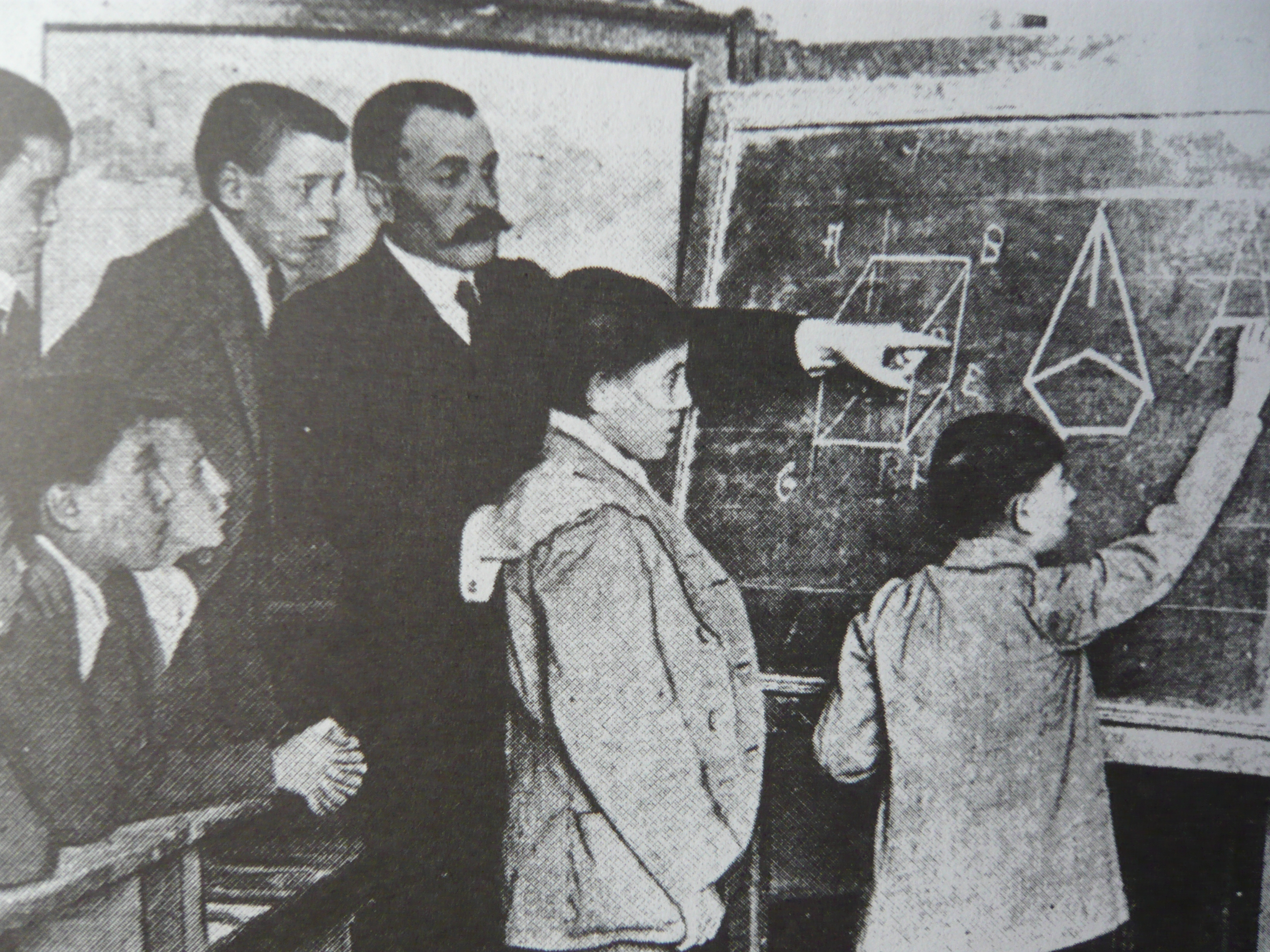
En clase con el maestro Rafael Robles, revista La Esfera 1914-7-25

La actividad educativa en el recinto de este centro se remonta al año 1910, cuando fue inaugurado para albergar el Colegio-asilo de Nuestra Señora de la Paloma, dependiente del Ayuntamiento de Madrid. En él cientos de niños recibían, hasta la edad de 18 años, la enseñanza primaria completa y el aprendizaje de un oficio. Según consta en su Reglamento (de 1911), en varias publicaciones y en numerosos recortes de prensa de la época, las Escuelas y Talleres del Asilo de la Paloma disponían de una sección de enseñanza primaria organizada por grados (escuela graduada), varios talleres profesionales (electromecánica, carpintería, sastrería, zapatería, cerrajería, peluquería y panadería) y academias especiales (de música, de esgrima, de enseñanzas administrativas y comerciales). La academia de música, dirigida por el maestro Federico Gassola, daba soporte a una banda de música semiprofesional que actuaba en infinidad de eventos de la ciudad de Madrid, siguiendo la tradición musical de los asilos de la época. La academia de esgrima, dirigida por el maestro Afrodisio Aparicio, pionero de la esgrima deportiva en España, surtía de monitores a diferentes academias militares. 
Durante los años de la guerra civil el colegio-asilo de la Paloma, por encontrarse cerca del frente de la Ciudad Universitaria, sufrió los bombardeos de las tropas sublevadas, y las autoridades municipales decidieron trasladar el colegio, con la mayoría de sus niños y algunos profesores, a Barcelona, donde permanecieron hasta el final de la contienda.
Una vez acabada la guerra, parte de los pabellones fueron reparados de inmediato y en ellos comenzaron a funcionar las Escuelas Profesionales Ramiro Ledesma, dirigidas por la Falange Española. En 1942, se decidió ampliar dichas escuelas y convertirlas en la Institución Sindical Virgen de la Paloma, centro modelo de la formación profesional del nuevo régimen, dependiente de la Obra Sindical de Formación Profesional, aunque la disciplina interna de los alumnos se encomendó a la Congregación Salesiana. A la inauguración de las obras de remodelación asistió Francisco Franco.
Hasta finales de los años 1970, la Institución Sindical Virgen de la Paloma se mantuvo como “buque insignia” de la red de centros de formación profesional del sindicato vertical, con una matrícula anual de más de 4000 alumnos y una estrecha relación con algunas de las mayores empresas del sector industrial. El centro fue visitado por personalidades de diferentes países (Eva Duarte de Perón, esposa del presidente de la República Argentina; el general Craveiro, presidente de la República de Portugal; Don Elipio Quirino, presidente de la República de Filipinas; Monseñor Antoniutti, Nuncio de su Santidad, etc.), acompañados en algunos casos por Francisco Franco como jefe del Estado. También fue visitado por numerosas personalidades españolas, incluido el príncipe de España, Juan Carlos de Borbón.
A partir del año 1947, a iniciativa de la Delegación Nacional de Sindicatos y del Frente de Juventudes, se gestaron en los talleres de la Institución Sindical los concursos de formación profesional, pronto convertidos en los campeonatos internacionales (WorldSkills)que todavía siguen celebrándose.
En 1976, tras la muerte de Franco y la desaparición de la Organización Sindical, el centro pasó a depender primero de un organismo autónomo (AISS) y luego directamente del Ministerio de Trabajo (14 de abril de 1978). Mientras tanto, fue autorizado para impartir también enseñanzas universitarias de Ingeniería Técnica (26 de marzo de 1977), enseñanzas que se mantuvieron durante 25 años. 
El 28 de julio de 1983, con el resto de institutos de la antigua organización sindical, el centro fue transferido al Ministerio de Educación. Y finalmente a la Comunidad Autónoma de Madrid, el 1 de julio de 1999, cuando se traspasaron a la misma las competencias en Educación.